# Angelos Charisteas
Angelos Charisteas (Άγγελος Χαριστέας), född 9 februari 1980 i Strimonko, Serrai, är en grekisk före detta fotbollsspelare (anfallare).
Charisteas var med i Greklands fotbollslandslag i Europamästerskapet i fotboll 2004 och blev matchhjälte då han gjorde det avgörande målet i finalen mot hemmalaget Portugal, vilket gjorde Grekland till Europamästare.

## Klubblag

### Aris Thessaloniki
1997 startade Charisteas sin professionella karriär i Aris Thessaloníki. Redan under den första säsongen så visade Charisteas kvalité bland annat genom att göra 2 mål på 9 matcher när Aris vann grekiska andraligan, och flyttades upp. Charisteas började säsongen 1998/1999 bra, bland annat genom två mål i derbyt med rivalerna PAOK. Han gjorde 12 framträdanden, sex som avbytare, i ligan innan han blev utlånad till Athinaikos resten av säsongen. Säsongen 1999/2000 hade Charisteas återvänt till Aris och gjorde sin europacupdebut i Uefacupmatchen mot Celta Vigo. Charisteas fortsatte att utvecklas under säsongen 2000/2001 då han gjorde 7 mål i ligaspelet, vilken var den bästa noteringen för honom i Aris.

### Werder Bremen
Efter att många klubbar haft ögonen på Charisteas så såldes han till slut till Werder Bremen sommaren 2002. Han hade en lyckad första säsong i Bundesliga med 9 mål på 31 matcher i ligan, samt 2 mål på 4 matcher i Uefacupen. 2003/2004 vann Werder Bremen både Bundesliga och den tyska cupen. Då gjorde han 4 mål på 24 matcher.

### Ajax
Säsongen 2004/2005 gjorde Charisteas 5 mål på 11 matcher i Werder Bremen innan han flyttade vidare till Ajax. Greklands förbundskapten Otto Rehhagel hade sagt åt Charisteas att han borde byta klubb för att få mer speltid. Debuten gjorde han 23 januari 2005 mot Utrecht och första målet gjorde han fyra dagar senare mot Heerenveen. Dock så lyckades han bara göra tre mål till på hela säsongen.
Efter att Ajax bytte tränare till Henk ten Cate så hamnade Charisteas i frysboxen. Den nya tränaren såg nämligen honom som den femte anfallaren i truppen efter Klaas-Jan Huntelaar, Markus Rosenberg, Ryan Babel och Rydell Poepon. Ten Cate sade även att han är en utmärkt anfallare i ett 4-4-2 system men inte för 4-3-3 systemet som Ajax använder sig av.

### Feyenoord
Trots att han enbart sa sig vara intresserad av en flytt till England eller Tyskland skrev han på för ärkerivalen Feyenoord 31 augusti 2006. Delar av Feyenoords anhängare krävde efter flytten att Feyenoords ordförande skulle avgå. Trots protesterna så debuterade Charisteas 10 september mot Sparta Rotterdam då han spelade hela matchen. Trots att delar av publiken så smått började acceptera Charisteas så hade han inte en så bra relation till fansen och efter en säsong med 28 matcher och 9 mål så lämnade han.

### Nürnberg
6 juli 2007 skrev Charisteas på ett 4-årskontrakt med Nürnberg. Hans första två mål gjorde han i 6–0-vinsten mot division 4-laget Victoria Hamburg.

### Bayern Leverkusen
2 februari 2009 blev han utlånad till Bayer 04 Leverkusen resten av säsongen, och hjälpte dem att nå final i tyska cupen.

### Arles-Avignon
10 augusti 2010 skrev Charisteas på för franska Arles-Avignon tillsammans med landsmannen Angelos Basinas. Han gjorde debut 21 augusti 2010 i förlustmatchen mot Toulouse. Han gjorde totalt 7 matcher utan att ha gjort mål innan klubben bröt kontraktet 26 november 2010.

### Schalke 04
30 januari 2011 skrev Charisteas på ett kontrakt säsongen ut för Schalke 04. I sin debut gjorde Charisteas det avgörande 2–1-målet mot Eintracht Frankfurt. Målet gjorde han efter endast 52 sekunder på planen och det var även hans första bollkontakt i matchen. 13 april 2011 gick Schalke 04 till en historisk semifinal i Champions League efter att i kvartsfinal slagit ut Inter. Charisteas hoppade in i den 77:e minuten.
21 maj 2011 vann han tyska cupen med Schalke.

### Panetolikos
27 juli 2011 skrev Charisteas på ett 1-årskontrakt med Panetolikos. Han gjorde sitt första mål för klubben i hemmasegern med 1–0 mot Asteras Tripolis.

### Al-Nassr
I februari 2013 skrev han på ett 1,5-årskontrakt med den saudiarabiska klubben Al-Nassr FC.

## Internationellt
Efter att ha varit ordinarie i Greklands U-21-lag gjorde Charisteas sin A-lagsdebut i februari 2001. Motståndet var Ryssland, och han gjorde två mål.
Under EM 2004, vilket Grekland vann, gjorde Charisteas tre mål. Kvitteringsmålet mot Spanien i gruppspelet (bidrog till att Grekland slog ut Spanien och gick vidare), enda målet i kvartsfinalen mot Frankrike samt segermålet i finalen mot Portugal. Efter turneringen togs han ut i EM:s All-star-lag.
I kvalet till EM 2008 gjorde han tre mål och hjälpte laget att bli direktkvalificerade. Väl i EM var Charisteas en av få grekiska spelare som var bra, där han bland annat gjorde Greklands enda mål i hela turneringen i 2–1-förlusten mot blivande europamästarna Spanien. Hen medverkade också i kvalmatcher inför VM 2010 och EM 2012 innan han avslutade karriären.
Angelos Charisteas är med 25 mål Greklands näst bästa målgörare i landslaget, 4 färre än Nikos Anastopoulos.

## Meriter
Werder Bremen
- Bundesliga: 2004
- DFB-Pokal: 2004

Ajax
- KNVB Cup: 2006
- Nederländska supercupen: 2006

Schalke 04
- DFB-Pokal: 2011

Grekland
- EM-guld: 2004